# Hesperanoplium notabile
Hesperanoplium notabile är en skalbaggsart som först beskrevs av Knull 1947.  Hesperanoplium notabile ingår i släktet Hesperanoplium och familjen långhorningar. Inga underarter finns listade i Catalogue of Life.